# Infurcitinea quettaella
Infurcitinea quettaella är en fjärilsart som beskrevs av Petersen 1971. Infurcitinea quettaella ingår i släktet Infurcitinea och familjen äkta malar.
Artens utbredningsområde är Pakistan. Inga underarter finns listade i Catalogue of Life.